# Абноба
Абноба (лат. Abnoba) — галльская богиня лесов и рек. 
Ей поклонялись в Галлии и Шварцвальде, известна приблизительно по девяти эпиграфическим надписям.
Именем «Абноба» у древнегреческих и древнеримских авторов называются лежащие на юго-западе Германии горы (современный Шварцвальд).
Один алтарь в римских ваннах в Баденвайлере и другой в Мюленбахе идентифицируют её с Дианой, римской богиней охоты.
В честь Абнобы назван астероид (456) Абноба, открытый в 1900 году.